# Nassrollah Mirza
Morteza Mirza Afshar soprannominato Nassrollah Mirza (in persiano: نصرالله میرزا افشار; Persia, 1703 – Persia, ...) fu principe di Persia, figlio dello scià Nadir, fondatore della dinastia degli Afsharidi.

## Biografia
Generale al seguito di suo padre quando questi divenne scià di Persia, prese parte alla vittoria di Karnal a seguito della quale ottenne il soprannome di Nassrollah Mirza. Diede prova di essere un talentuoso capo militare e dimostrò il suo valore nel corso della battaglia di Karnal comandando il centro dell'esercito persiano che sconfisse le forze di Sa'adat Khan che egli catturò personalmente.
Inoltre, ebbe un ruolo da comandante indipendente nel corso della Guerra ottomano-persiana (1743-1746) dove venne incaricato da suo padre Nadir Shah di penetrare nel territorio ottomano, di conquistare la provincia di Mosul e di impegnare una delle due armate turche della zona, mentre Nadir sarebbe stato impegnato col resto dell'esercito nemico più a nord a Kars. Le sue abilità militari portarono ad una grandiosa vittoria nella Battaglia di Mosul (1745) quando inflisse perdite notevoli alle forze turco-curde.